# Кукморская волость (Казанский уезд)
Кукморская волость (тат. كوكمارا ۋولىٰسىٰ, Кукмара вулысы) — административно-территориальная единица в составе Казанского уезда Казанской губернии и Арского кантона Татарской АССР.
Волостное правление находилось в деревне Никольское, а квартира полицейского урядника — в селе Ключи. На 1910-е годы граничила с Ковалинской и Ильинской волостями Казанского уезда и Сотнурской волостью Царёвококшайского уезда.
Волость возникла не позднее 1870 года в составе Казанского уезда Казанской губернии. С 1920 года в составе Арского кантона Татарской АССР. В 1921 году селения Учейкино, Данилкино, Пинжан-Кукмор, Малый Олыкъял, Большой Олыкъял вошли в состав Сотнурской волости Марийской автономной области. На 1923 год волость состояла из 19 сельсоветов: Никольский, Крутогорский, Ключинский, Маевский, Уразлинский, Больше-Якинский, Мало-Якинский, Чапейкинский, Больше-Кургузинский, Мало-Кургузинский, Кульбашский, Чирючинский, Каратменский, Грыжбайский, Малиновский, Светлоозёрский, Муравьёвский, Мало-Ключинский, Утянгушский.
В 1924 году упразднена, бо́льшая часть вошла в состав Ковалинской (Менделинской) волости; селения Ключи, Малые Ключи, Малиновка, Светлое Озеро, Муравейник, Соловьёвка и Маёвка вошли в состав Ильинской волости.